# Erwin Heberle-Bors
Erwin Heberle-Bors (* 19. Juli 1947 in Kirchheim/Teck) ist ein deutscher Biologe.
Nach dem Abitur absolvierte Heberle-Bors von 1967 bis 1969 seinen Militärdienst als Leutnant der Luftwaffe und studierte anschließend Biologie an der Universität Stuttgart-Hohenheim und der FU Berlin. Nach seinem Examen 1976 erhielt er 1977 eine Stelle als Wissenschaftlicher Mitarbeiter bei Professor Jakob Reinert am FU-Institut für Pflanzenphysiologie und Zellbiologie. Im Oktober 1981 wurde er zum Dr. rer. nat. promoviert. 1983 ging er als Postdoc nach Wien zu Hermann Katinger am Institut für Angewandte Mikrobiologie der Universität für Bodenkultur. 1985 wechselte Heberle-Bors zu Ingo Potrykus ans Friedrich Miescher Institute for Biomedical Research in Basel.
1986 wurde er Gruppenleiter am Institut für Angewandte Mikrobiologie, 1987 Leiter der Arbeitsgruppe Pflanzengenetik am neu gegründeten Institut für Mikrobiologie und Genetik der Universität Wien. Im Mai 1987 habilitierte er sich dort für Pflanzengenetik. 1989 erhielt er eine Professur. Bis 2018 unterrichtete er an der FH Campus Wien im Bachelorstudiengang für Molekulare Biotechnologie.

## Veröffentlichungen (Auswahl)
- Transformation of Pollen. In: Progress in Plant Cellular and Molecular Biology. 1990, S. 244–251.
- International Rice Research Institute (Hrsg.): Genetic Manipulation in Crops: Proceedings of the International Symposium on Genetic Manipulation in Crops. 1988.
- Bible study led Newton to scientific discoveries. In: Nature. Band 432, Nr. 7015, 18. November 2004, S. 271, doi:10.1038/432271c, PMID 15549070.